# Milton Robert Carr
Pour les articles homonymes, voir Carr.
Milton Robert Carr dit Bob Carr est un homme politique américain né le 27 mars 1943 à Janesville (Wisconsin) et mort le 27 août 2024 à Washington. Membre du Parti démocrate, il est élu du Michigan à la Chambre des représentants des États-Unis pendant dix-huit ans entre 1975 et 1995.

## Biographie
Bob Carr grandit à Janesville dans le Wisconsin. Diplômé de la faculté de droit de l'université du Wisconsin en 1968, il devient avocat à Lansing, dans le Michigan. En 1970, il devient l'adjoint du procureur général du Michigan.
Candidat à la Chambre des représentants des États-Unis en 1972 dans une circonscription de la région de Lansing, il échoue de justesse à détrôner le républicain sortant Charles E. Chamberlain (en) (95 209 voix contre 97 666). Deux ans plus tard, Chamberlain ne se représente pas et Carr est élu représentant,.
En 1980, handicapé par la victoire de Ronald Reagan, il est battu de 2 700 voix par le républicain Jim Dunn. Carr prend sa revanche deux ans plus tard, dans une circonscription redécoupée. Il bat à nouveau Dunn lors des élections de 1986.
Après une réélection avec moins de 4 000 bulletins d'avance sur Dick Chrysler en 1992, Carr se présente aux élections sénatoriales de 1994. Il remporte la primaire démocrate de justesse, avec 24 % des suffrages. En novembre, il est battu par le républicain Spencer Abraham, ne rassemblant que 43 % des voix.
Bob Carr meurt le 27 août 2024, à l’âge de 81 ans,.